# Église Saint-Victor de Bussac
L'église Saint-Victor de Bussac est une église catholique française du XIXe siècle dont les décors intérieurs et l'autel sont inscrits au titre des monuments historiques par arrêté du 26 janvier 1998. Elle est située sur la commune de Massiac, dans le département du Cantal, en France.

## Situation
L'église est située au centre du village de Bussac. Ce village, qui fait partie de la commune de Massiac, est placé en bordure d'un plateau basaltique et surplombe la vallée du ruisseau de Bussac. Ce sont les premières marches des monts du Cézallier.

## Description
L'ensemble est voûté d'ogives. L'essentiel de l'intérêt de cet édifice réside dans son décor peint, entièrement conçu et réalisé dans l'esprit néo-gothique. Le mobilier, entièrement en place, date également du XIXe siècle.

## Histoire
Le chœur de l'église actuelle correspond à une chapelle qui fut construite vers le milieu du XVIIe siècle dans le hameau de Bussac. En 1852 la chapelle fut agrandie pour former l'église actuelle qui accéda au rang d'église paroissiale. Son achèvement date de 1855. Le décor intérieur ne fut terminé que six années plus tard. le vitrail du chœur est signé J. F. Faure et date de 1861. Après son rattachement à Massiac, l'église perdit son statut d'église paroissiale. Elle continue à servir occasionnellement au culte.